# سوتا کیتانو
سوتا کیتانو (ژاپنی: 北野 颯太؛ زادهٔ ۱۳ اوت ۲۰۰۴) یک بازیکن فوتبال اهل ژاپن است.
از باشگاه‌هایی که در آن بازی کرده‌است می‌توان به باشگاه فوتبال سرزو اوساکا اشاره کرد.